# 王巧
王巧（英語：Jolly Wong，1974年8月4日—），現任香港有線電視新聞總主播、主播組組長。王巧擔任電視新聞主播長達28年，是香港三個主要電視台的現職主播中最資深，也是香港電視史上第一位連續任職28年的新聞主播，打破擁有年資27年、1994年退休的亞視新聞前主播伍國任保持的舊紀錄，有「香港李春姬」（北韓女主播、與王的語氣聲調完全不同）之稱。

## 簡介
王巧1995年加入壹傳媒，是蘋果日報第一批編採人員，1996年於香港大學畢業後轉為娛樂版記者，並於外娛、名人時尚及音樂三組工作過，期間採訪過劉德華、譚詠麟、軟硬天師。由於她認識不少演藝界人士，加上當時傳媒競爭激烈，不少傳媒機構趁機對其進行挖角，亞視新聞及無綫新聞也曾考慮引薦她加盟，最終當時的有線電視新聞總監趙應春決定跟她簽約。
她於1997年加入有線新聞:9，由於當時的主播例如何富豪、楊玉珍、陳立志等陸續退居幕後，她便成為全職主播，除在有線電視新聞台報道新聞外，她亦有當節目主持、記者等。
王巧現主要報道新聞台下午新聞時段以及傍晚黃金時段節目《新聞最前線》，亦曾多次報道各重要事件，如1999年的澳門回歸、2009年香港灣仔維景酒店解封等。
王巧曾主持多個財經資訊台及直播新聞台的節目，如《時代時尚》、《各抒己見》、《積金通勝》、《拉近文化》、特輯節目《中國文化遺產》、《巧說黃河》、香港回歸十周年特備節目《風雲十載談》、《飛常政經》播出300集特備節目《飛常300》及《08功能組別選舉論壇》。她亦曾為《藍牛潮》等外購節目旁述。
2009年7月，王巧與其他9位主播王春媚、莊安宜、關善茹、王靜茵、王沛然、曾美華、張曉雯、游安怡及劉紫鳳出版《有線主播點線面》。截至2023年，有參與出版此書的主播，只有王巧仍在有線新聞主播組工作，其餘主播都已離職或調職至有線新聞其他組別。
2020年10月，因為接連多位資深主播例如張曉雯等相繼離職，王巧升任為有線新聞總主播，取代同月離職的王春媚。負責主播組的日常事務、編更安排及訓練新入職主播。
2022年11月21日，HOY資訊台啟播，王巧主持當日早上6時正首節有線新聞。
2023年6月1日，香港有線電視停止收費電視服務，有線新聞台最後一節的有線新聞由王巧主持，王巧讀出致謝詞，感謝觀眾一直對有線的支持。
王巧現時為全港最年資深而且恆常出鏡報導新聞的主播，截至2025年已有長達28年幕前報道新聞經驗。

## 出版著作
| 《有線主播點．線．面》 | 2009年7月 | 明報出版社有限公司 | ISBN 9789888026203 |

- 她在個人散文中表示，她是透過「她姐姐→鄰居→鄰居男友(在有線任職)」推薦而入行的。
- 她是當時10位女主播當中，唯一一位直到現在仍然恆常出鏡報導新聞的。

## 外部連結
- 王巧漂亮的新聞女郎

| 媒體職務      | 媒體職務                  | 媒體職務 |
| ------------- | ------------------------- | -------- |
| 前任： 王春媚 | 有線新聞總主播 2020年至今 | 現任     |

1. 1 2  有線電視主播.  初版. 香港: 明報出版社. 2009.